# 迈克·格伦
迈克·西奥多·格伦（英語：Mike Theodore Glenn，1955年9月10日—），美国NBA联盟前职业篮球运动员。他在1977年的NBA选秀中第2轮第23顺位被芝加哥公牛选中。